# Бірківська сільська рада (Літинський район)
| Бірківська сільська рада — колишній орган місцевого самоврядування у Літинському районі Вінницької області з адміністративним центром у с. Бірків. Сільській раді були підпорядковані населені пункти: - с. Бірків - с. Залужне - с. Кільянівка |

## Склад ради
Рада складалася з 12 депутатів та голови.

## Керівний склад сільської ради
| ПІБ                           | Основні відомості                                                    | Дата обрання | Дата звільнення |
| ----------------------------- | -------------------------------------------------------------------- | ------------ | --------------- |
| Барщук Марія Андріївна        | Сільський голова, 1957 року народження, освіта, член народної партії | 26.03.2006   | 31.10.2010      |
| Свічколап Олександр Федорович | Сільський голова, 1962 року народження, освіта вища, безпартійний    | 31.10.2010   |                 |

Примітка: таблиця складена за даними джерела